# Андресен, Фруде
Фру́де А́ндресен (норв. Frode Andresen; род. 9 сентября 1973, Роттердам, Южная Голландия) — норвежский биатлонист, олимпийский чемпион 2002 года в эстафете, двукратный чемпион мира. Имеет опыт выступлений в лыжных гонках. Завершил карьеру в сезоне 2012/13 годов.

## Биатлон
С детства Фруде Андресен бывал в разных странах, так как жил в семье дипломата. В Норвегии его привлёк биатлон, которым он и начал заниматься с 1985 года. Первый успех Андресену пришёл в 1991 году на чемпионате Норвегии среди юниоров. 
С 1994 года он начал выступать на этапах Кубка мира, заняв по итогам сезона 58-е место. После 1995 года, когда Фруде Андресен стал чемпионом мира, он стабильно входил в двадцатку лучших биатлонистов мира. На первой своей Олимпиаде в 1998 году он завоевал серебряную медаль, уступив лишь своему партнёру по команде Уле Айнару Бьёрндалену. Чемпионат мира 1999 года стал скандальным для него: судьи заметили, что Андресен заряжал свою винтовку до старта, что по правилам биатлона запрещено. Итогом этого стала его дисквалификация в масс-старте. Олимпийские игры 2002 года принесли Фруде золотую медаль и звание олимпийского чемпиона по биатлону. В индивидуальной гонке он также мог завоевать золотую медаль, если бы не три промаха на последнем огневом рубеже и, как итог, седьмое место. В дальнейшем Фруде Андресен уже не смог показать таких же успехов, во многом из-за плохой стрельбы, хотя с ходом у него было всё в порядке. Фруде Андресен живёт с женой Гунн Маргит Андреассен и имеет трех сыновей: Дэвида, Элиаса, Николая. 

## Лыжные гонки
Периодически выступал в этапах кубка мира по лыжным гонкам, имеет в своём активе попадание на подиум в командной гонке.

## Кубок мира по биатлону
- 1995/96 — 11-е место
- 1997/98 — 8-е место (222 очка)
- 1998/99 — 11-е место (256 очков)
- 1999/00 — 6-е место (376 очков)
- 2000/01 — 3-е место (712 очков)
- 2001/02 — 5-е место (664 очка)
- 2002/03 — 6-е место (486 очков)
- 2003/04 — 8-е место (514 очков)
- 2004/05 — 15-е место (365 очков)
- 2005/06 — 9-е место (510 очков)
- 2006/07 — 21-е место (308 очков)
- 2007/08 — 30-е место (166 очков)
- 2008/09 — 47-е место (133 очка)
- 2009/10 — 45-е место (163 очка)